# Otokar Tulpar
O Tulpar é um veículo de combate de infantaria pesado turco projetado pela fabricante automotiva Otokar, sediada em Sakarya. O nome do veículo faz referência ao Tulpar, um cavalo alado da mitologia turcomana.
O veículo foi desenvolvido para complementar o novo tanque Altay em operações militares, transportando a infantaria com segurança até as linhas de frente e fornecendo apoio de fogo para outras unidades blindadas. O Tulpar está disponível em diversas variantes, incluindo reconhecimento, comando e controle, transporte de pessoal, morteiro, recuperação, sistema de lançamento de foguetes, defesa aérea, ambulância e veículo antitanque.

## Antecedentes
Apesar de as Forças Armadas da Turquia não terem uma exigência formal imediata para um novo veículo de combate de infantaria, a Otokar iniciou o desenvolvimento do Tulpar paralelamente ao projeto do tanque Altay.[carece de fontes?] O Tulpar foi projetado pela mesma equipe responsável pelo Altay e, após três anos de desenvolvimento, foi revelado ao público em 2013 na feira internacional de defesa IDEF em Istambul.

## Design
O Tulpar foi projetado para atuar tanto no apoio de fogo a tanques de batalha principais quanto no transporte seguro de tropas em ambientes de alto risco. Entre os principais critérios de projeto estavam a resistência contra IEDs, minas e munição balística de alto calibre. O veículo é totalmente integrado em rede com o tanque Altay e outras unidades.
Em sua configuração básica, o Tulpar oferece proteção contra armas leves (STANAG 4569 nível 2), podendo ser atualizado com blindagem composta para resistir a munições de 25 mm (STANAG 4569 nível 5). A blindagem modular permite a rápida substituição de painéis danificados e facilita futuras atualizações de proteção.
A Otokar planeja equipar variantes futuras do Tulpar com um sistema de proteção ativa "hard kill". O veículo também conta com proteção NBC.

## Variantes
- Tulpar IFV – Modelo padrão de veículo de combate de infantaria.
- Tulpar-S – Versão mais leve e compacta (15 toneladas), revelada na IDEF 2015, projetada para ser anfíbia e modular.[3]
- Tulpar Tanque Leve – Versão revelada na Eurosatory 2018, equipada com a torre Cockerill 3105 e, posteriormente, com a torre Leonardo HITFACT MkII de 120 mm.[4]

## Operadores
- Turquia: Estima-se que o Exército Turco adquira até 400 unidades para operar junto ao tanque Altay.

### Operadores potenciais
Bangladesh
O Bangladesh está supostamente interessado na aquisição de 26 veículos para funções de tanque leve.
 Brasil
O Tulpar é um dos concorrentes no programa do Exército Brasileiro para adquirir 65 tanques de batalha principais (MBTs) e 78 veículos de combate de infantaria (IFVs) para modernizar suas forças blindadas. A Otokar está oferecendo ao Brasil uma versão MMBT equipada com o canhão Leonardo 120 mm HITFACT MkII, e a versão IFV equipada com sua torre indígena de 30 mm, ou com a torre brasileira Ares UT30Mk2BR, além da produção dos veículos no Brasil com um acordo de transferência de tecnologia.
 Polônia
A Otokar está oferecendo o Tulpar para o futuro IFV pesado do Exército Polonês. Ele competirá contra o AS21 Redback e o KF41 Lynx.

### Propostas fracassadas
Letônia
Em 2023, a Letônia testou vários veículos de combate de infantaria (IFVs) sobre lagartas, incluindo uma variante do K21. Em novembro de 2024, a Letônia anunciou que entrou em negociações com a GDELS SBS para a compra de um IFV baseado no ASCOD 2.

## Links externos
- Tulpar, Military-Today
- Tulpar Otokar AIFV veículo de combate de infantaria blindado sobre lagartas, armyrecognition.com